# 米古里夫
50°57′3″N 33°8′32″E / 50.95083°N 33.14222°E
米古里夫（烏克蘭語：Мигурів），是烏克蘭北部的村莊，隸屬切爾尼希夫州的普里盧基區。該村始建於1700年，面積0.39平方公里，海拔高度154米，2001年人口67，人口密度每平方公里173.1人。